# Червоне Поділля
Червоне́ Поді́лля — село в Україні, у Таврійській міській громаді Каховського району Херсонської області. Населення становить 553 осіб.

## Історія
Рік заснування: 1936 рік.
24 лютого 2022 року село тимчасово окуповане російськими військами під час російсько-української війни.
22 червня 2023 року рішенням Національної комісії зі стандартів державної мови віднесено до списку населених пунктів, які «можуть не відповідати лексичним нормам української мови», зокрема стосуватися «російської імперської чи колоніальної політики». Громаді рекомендовано обґрунтувати доцільність збереження поточної назви або  запропонувати нову назву в установленому законодавством порядку.

## Населення

### Мова
Розподіл населення за рідною мовою за даними перепису 2001 року:
| Мова       | Кількість | Відсоток |
| ---------- | --------- | -------- |
| українська | 507       | 91.68%   |
| російська  | 37        | 6.69%    |
| білоруська | 9         | 1.63%    |
| Усього     | 553       | 100%     |